# Lijst van gemeentelijke monumenten in Twenterand
De gemeente Twenterand heeft 29 gemeentelijke monumenten, hieronder een overzicht. 

## Bruinehaar
De plaats Bruinehaar kent 3 gemeentelijke monumenten:
| Object             | Bouwjaar | Architect | Locatie        | Coördinaten                   | Nr.        | Afbeelding         |
| ------------------ | -------- | --------- | -------------- | ----------------------------- | ---------- | ------------------ |
| Boerderij          |          |           | Driehoeksweg 9 | 52° 28' 28" NB, 6° 41' 57" OL | 1700/WN001 | Boerderij          |
| Boerderij          |          |           | Striepeweg 3   | 52° 28' 46" NB, 6° 42' 28" OL | 1700/WN002 | Boerderij          |
| Grenspaal 97,98,99 |          |           | Striepeweg ong | 52° 28' 58" NB, 6° 42' 24" OL | 1700/WN003 | Grenspaal 97,98,99 |

## Vriezenveen
De plaats Vriezenveen kent 26 gemeentelijke monumenten:
| Object                                                 | Bouwjaar                           | Architect                | Locatie              | Coördinaten                   | Nr.        | Afbeelding                                             |
| ------------------------------------------------------ | ---------------------------------- | ------------------------ | -------------------- | ----------------------------- | ---------- | ------------------------------------------------------ |
| Synagoge                                               | 1878-1923                          | misschien P.J.H. Cuypers | Almeloseweg 5        | 52° 24' 44" NB, 6° 37' 41" OL | 1700/WN004 | Meer afbeeldingen                                      |
| Watertoren                                             | 1934                               | Hendrik Sangster         | Bouwmeesterstraat 10 | 52° 24' 54" NB, 6° 37' 43" OL | 1700/WN005 | Meer afbeeldingen                                      |
| Kantoor/fabriek                                        |                                    |                          | Kanaalweg Noord 12   | 52° 24' 16" NB, 6° 36' 1" OL  | 1700/WN006 | Meer afbeeldingen                                      |
| Machinekamer                                           |                                    |                          | Kanaalweg Noord 12   | 52° 24' 16" NB, 6° 36' 1" OL  | 1700/WN007 | Machinekamer                                           |
| Horeca                                                 |                                    |                          | Kanaalweg Zuid 1-3   | 52° 24' 12" NB, 6° 36' 4" OL  | 1700/WN008 | Horeca                                                 |
| Brievenbus                                             |                                    |                          | Kanaalweg Zuid 1-3   | 52° 24' 12" NB, 6° 36' 4" OL  | 1700/WN009 | Brievenbus                                             |
| Ensemble                                               |                                    |                          | Oosteinde 33, 35, 37 | 52° 24' 52" NB, 6° 37' 50" OL | 1700/WN010 | Ensemble                                               |
| Boerenwoning                                           | 1905                               |                          | Oosteinde 33         | 52° 24' 52" NB, 6° 37' 50" OL | 1700/WN011 | Boerenwoning                                           |
| Boerenwoning                                           | 1905                               |                          | Oosteinde 35         | 52° 24' 52" NB, 6° 37' 51" OL | 1700/WN012 | Boerenwoning                                           |
| Smeltsschuur                                           |                                    |                          | Oosteinde 36a        | 52° 24' 50" NB, 6° 37' 54" OL | 1700/WN013 | Smeltsschuur                                           |
| Woning                                                 | 1905                               |                          | Oosteinde 37         | 52° 24' 51" NB, 6° 37' 51" OL | 1700/WN014 | Woning                                                 |
| Dorpsboerderij                                         | 1927                               |                          | Oosteinde 146        | 52° 24' 60" NB, 6° 38' 21" OL | 1700/WN015 | Dorpsboerderij                                         |
| Boerderij                                              |                                    |                          | Oosteinde 215-217    | 52° 25' 3" NB, 6° 38' 29" OL  | 1700/WN016 | Boerderij                                              |
| Boerderij                                              | 1802                               |                          | Oosteinde 271        | 52° 25' 10" NB, 6° 38' 45" OL | 1700/WN017 | Boerderij                                              |
| Boerderij                                              |                                    |                          | Oosteinde 272        | 52° 25' 11" NB, 6° 38' 55" OL | 1700/WN018 | Boerderij                                              |
| Boerderij                                              |                                    |                          | Oosteinde 333        | 52° 25' 15" NB, 6° 39' 1" OL  | 1700/WN019 | Boerderij                                              |
| Boerderij                                              | 1927                               |                          | Oosteinde 340        | 52° 25' 14" NB, 6° 39' 10" OL | 1700/WN020 | Boerderij                                              |
| Woning                                                 |                                    |                          | Oosteinde 392        | 52° 25' 19" NB, 6° 39' 21" OL | 1700/WN021 | Woning                                                 |
| Vm postkantoor                                         |                                    |                          | Westeinde 22-24      | 52° 24' 46" NB, 6° 37' 38" OL | 1700/WN022 | Vm postkantoor                                         |
| Woning                                                 | 1939                               |                          | Westeinde 26         | 52° 24' 46" NB, 6° 37' 37" OL | 1700/WN023 | Woning                                                 |
| Grote Kerk                                             | 1680, 1801, 1923, 1966, 1967, 1999 |                          | Westeinde 39         | 52° 24' 42" NB, 6° 37' 32" OL | 1700/WN024 | Grote Kerk                                             |
| Historisch Museum Vriezenveen (voormalig gemeentehuis) | 1906                               |                          | Westeinde 54         | 52° 24' 44" NB, 6° 37' 32" OL | 1700/WN025 | Historisch Museum Vriezenveen (voormalig gemeentehuis) |
| Boerderij                                              | 1860                               |                          | Westeinde 80         | 52° 24' 44" NB, 6° 37' 28" OL | 1700/WN026 | Boerderij                                              |
| Woning                                                 |                                    |                          | Westeinde 84-84a     | 52° 24' 44" NB, 6° 37' 26" OL | 1700/WN027 | Woning                                                 |
| Woning                                                 |                                    |                          | Westeinde 335        | 52° 24' 26" NB, 6° 36' 42" OL | 1700/WN028 | Woning                                                 |
| Boerderij                                              |                                    |                          | Westeinde 674        | 52° 24' 13" NB, 6° 36' 4" OL  | 1700/WN029 | Boerderij                                              |

Almelo ·
Borne ·
Dalfsen ·
Dinkelland ·
Deventer ·
Enschede ·
Haaksbergen ·
Hardenberg ·
Hellendoorn ·
Hengelo ·
Hof van Twente ·
Kampen ·
Losser ·
Oldenzaal ·
Olst-Wijhe ·
Ommen ·
Raalte ·
Rijssen-Holten ·
Staphorst ·
Steenwijkerland ·
Twenterand ·
Wierden ·
Zwartewaterland ·
Zwolle